# Reg (telefilme)
Reg é uma telefilme britânico de 2016 dirigido por David Blair, e estrelado por Tim Roth no papel de Reg Keys.

## Sinopse
Reg (Tim Roth), um paramédico, perdeu seu filho na Guerra do Iraque. Ele começa então a questionar a legitimidade da guerra e a postura do primeiro-ministro do Reino Unido, Tony Blair. Sem uma resposta, Reg decide então se tornar candidato na mesma zona eleitoral de Blair.

## Elenco
- Tim Roth como Reg Keys
- Anna Maxwell Martin como Sally Keys
- Elliott Tittensor como Richard Keys
- Ralph Brown como Bob Clay
- Zac Fox como Tom Keys
- Charlie Anson como Major Bryn Parry Jones
- David Westhead como o guarda de Tony Blair
- David Yelland como Martin Bell
- Timothy Bentinck como Frederick Forsyth
- Kevin Doyle como Diretor de Devolução